# Ciornomorski Krînîți, Hola Prîstan
Ciornomorski Krînîți (în ucraineană Чорноморські Криниці) este un sat în comuna Lîmanivka din raionul Hola Prîstan, regiunea Herson, Ucraina.

## Demografie
Componența lingvistică a localității Ciornomorski Krînîți
     Ucraineană (83,33%)
     Rusă (8,33%)
     Română (4,17%)
Conform recensământului din 2001, majoritatea populației localității Ciornomorski Krînîți era vorbitoare de ucraineană (83,33%), existând în minoritate și vorbitori de rusă (8,33%) și română (4,17%).